# Domini magnètic

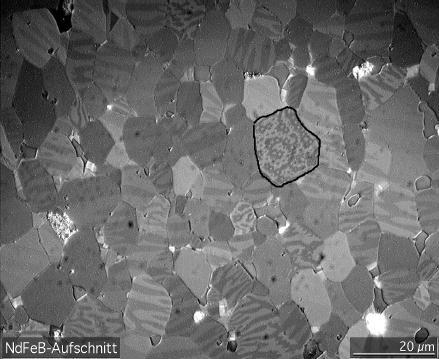
Alguns grans de NdFeB amb dominis magnètics fets visibles per contrast amb un microscopi Kerr

Un domini magnètic descriu una regió dins un material magnètic que té una magnetització uniforme. Això significa que el moment magnètic individual dels àtoms es troba alineat amb un altre i apuntant en la mateixa direcció. Per sota de la temperatura anomenada temperatura de Curie, una peça de material ferromagnètic travessa una fase de transició i la seva magnetització es divideix espontàniament en molts dominis petits, amb els seus eixos magnètics apuntant en diferents direccions. L'estructura de domini magnètic és la responsable del comportament magnètic dels materials ferromagnètics com el ferro. Les regions que separen els dominis magnètics s'anomenen mur de domini, on la magnetització gira coherentment d'una direcció en un domini a una altra en el domini següent.

## Desenvolupament de la teoria del domini
La teoria del domini magnètic fou desenvolupada pel físic francés Pierre-Ernest Weiss, que el 1906 suggerí la seva existència en materials ferromagnètics.
Suggeria que un gran nombre de moments magnètics atòmics (normalment, 1012-1018) estaven alineats en paral·lel. La direcció de l'alineament varia d'un domini a l'altre d'una manera més o menys aleatòria, encara que els moments magnètics podien preferir certs eixos cristal·logràfics anomenats eixos fàcils. Weiss explicà la raó per a l'alineament espontani de moments atòmics dins un material ferromagnètic, i ideà el que anomenà camp mitjà: Weiss assumí que un moment magnètic donat en un material experimentava un alt camp magnètic efectiu a causa de la magnetització dels seus veïns. En la teoria originària de Weiss, el camp mitjà era proporcional a la magnetització M, de manera que:
{\displaystyle H_{e}=\alpha \ M}
en què {\displaystyle \alpha \ } és el camp mitjà constant. No obstant això, no és aplicable als materials ferromagnètics per la variació de la magnetització d'un domini a l'altre. En aquest cas, la interacció del camp és: 
{\displaystyle H_{e}=\alpha \ M_{s}}
en què {\displaystyle M_{s}} és la magnetització de saturació en 0K.
Més endavant, la teoria del quants feu possible entendre l'origen microscopi dels camps de Weiss. La interacció d'intercanvi entre els espins localitzats afavorí un estat paral·lel (en ferromagnètics) o antiparal·lel (en antiferromagnètics) de moments magnètics veïns.

## Consideracions energètiques

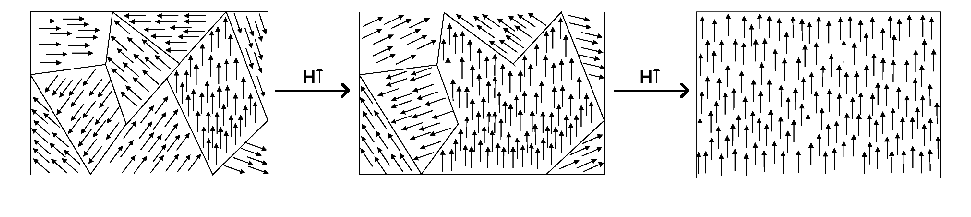
Rotació de l'orientació i increment de mesura del domini magnètic a causa d'un camp aplicat externament

L'existència de dominis magnètics és el resultat de la minimització de l'energia.
Landau i Lifshitz[1] proposaren estructures de domini teòriques basades en el concepte de mínima energia, el qual forma les bases de la teoria de dominis moderna. La raó principal per a l'existència de dominis dins un cristall és que la seva formació redueix l'energia magnètica lliure. En el cas més simple per a un cristall, l'energia E és la suma d'alguns termes d'energia lliure: 
{\displaystyle E=E_{ex}+E_{k}+E_{\lambda }+E_{D}+E_{H}\,}(3)
en què Eex és l'intercanvi d'energia, Ek és l'energia anisotròpica magnetocristal·lina, Eλ és l'energia magnetoelàstica, ED és l'energia magnetoestàtica, i EH és l'energia de Zeeman, per exemple, l'energia del material magnètic en presència d'un camp extern aplicat. També es podria afegir un mur d'energia Ew. No obstant això, com l'Ew comprèn Eex i Ek, no cal incloure Ew com a terme separat de l'equació.
- Energia magnetoestàtica: aquesta és una autoenergia, a causa de la interacció del camp magnètic creat per la magnetització en algunes parts de la mostra sobre altres parts de la mostra. Intrínsecament, té exactament la mateixa naturalesa que l'energia Zeeman, però l'energia del material amb si mateix posa en l'energia magnetoestàtica on la interacció amb el camp magnètic extern es posa en l'energia Zeeman. El terme energètic és l'únic responsable de la presència de dominis magnètics en materials magnètics. Minimitzant, el seu valor requereix que la magnetització del material faci cercles tancats, amb la magnetització paral·lela als marges de la mostra.

- Energia magnetoelàstica: aquesta energia és deguda a l'efecte de magnetostricció, un petit canvi en les dimensions del cristall que es magnetitza. Això causa tensions elàstiques en la xarxa, i la direcció de la magnetització.
- Energia anisotròpica: la xarxa de cristall és "fàcil" de magnetitzar en algunes direccions i "difícil" en unes altres. La magnetització en les direccions fàcils baixa aquesta energia.

- Energia Zeeman: l'energia resultant de la interacció entre el material magnètic i el camp magnètic aplicat externament.

## Observació del domini
Hi ha moltes maneres d'observar dominis. Cada mètode té una diferent aplicació, ja que no tots els dominis són iguals. A la matèria condensada, els dominis poden ser circulars, quadrats, irregulars, allargats i estriats, tots amb mesures i dimensions diverses. Els dominis grans, entre els 25-100 micrometres, es poden veure fàcilment amb el microscopi Kerr, que aplica el fenomen físic anomenat efecte magnetoòptic Kerr. Altres dominis, com els dominis de pocs nanometres es poden documentar amb el microscopi de força magnètica.